# 布特萊利斯區
35°34′23″N 0°54′00″W / 35.5730°N 0.8999°W
布特萊利斯區（阿拉伯语：‎），是阿爾及利亞的行政區，位於該國西北部，由奧蘭省負責管轄，首府設於布特萊利斯，面積672平方公里，1998年人口42,668，人口密度每平方公里63人。